# Oenothera compacta
Oenothera compacta är en dunörtsväxtart som beskrevs av Hudziok. Oenothera compacta ingår i släktet nattljussläktet, och familjen dunörtsväxter. Inga underarter finns listade i Catalogue of Life.